# Jęczmień grzywiasty

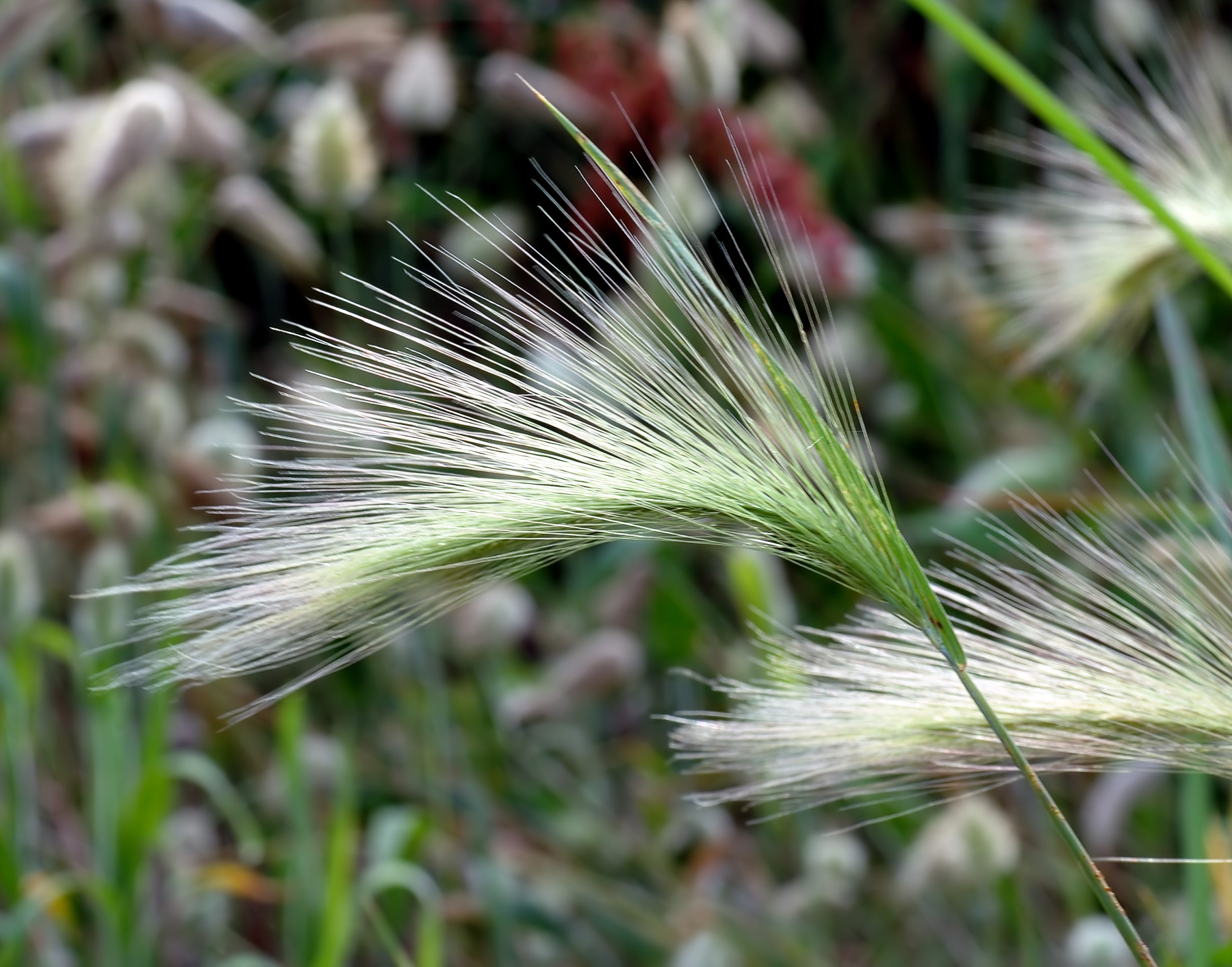
Kłosy

Jęczmień grzywiasty (Hordeum jubatum) – gatunek rośliny należący do rodziny wiechlinowatych. Pochodzi z Azji i Ameryki Północnej, rozprzestrzenił się na wszystkich kontynentach całego świata (z wyjątkiem Antarktydy). W Polsce jest uprawiany jako roślina ozdobna, zdziczała z uprawy rozprzestrzeniła się też w środowisku naturalnym i jest obecnie antropofitem zadomowionym.

## Morfologia
ŁodygaNiezgrubiałe w nasadzie źdźbła wysokości 20-50(60) cm. Roślina tworzy dość gęste kępy
KwiatyZebrane w jednokwiatowe kłoski tworzące długi, przeginający się kłos. Wyposażone są w długie na 3–8 cm wolne w nasadzie plewy, które po dojrzeniu szeroko odstają na boki. Dolne plewki w dolnej części kłosa są ośmiokształtne.
OwocZiarniak

## Biologia i ekologia
Roślina jednoroczna. Kwitnie od czerwca do września, jest wiatropylna. Liczba chromosomów 2n = 28 (14, 42).

## Zmienność
Występuje w dwóch podgatunkach:
- Hordeum jubatum subsp. intermedium, syn. Critesion jubatum (L.) Nevski
- Hordeum jubatum subsp. jubatum, syn. Hordeum caespitosum Scribn., Hordeum jubatum var. caespitosum (Scribn.) Hitchc.

## Zastosowanie i uprawa
Może być uprawiany jako ozdobna roślina na rabatach lub w kępach na trawniku (ładniej wygląda w małych kępach). Często jest uprawiany na kwiat cięty do bukietów, wiązanek itp. Nie ma specjalnych wymagań co do podłoża, ale preferuje gleby żyzne i przepuszczalne. Jest natomiast wrażliwy na brak wody; gleba musi być stale wilgotna. Stanowisko powinno być słoneczne. Rozmnaża się przez nasiona. Chcąc, aby zakwitł wcześniej można nasiona wczesną wiosna wysiać w ogrzewanym pomieszczeniu.